# Marcus Feinbier
Marcus Feinbier (Berlino, 30 novembre 1969) è un allenatore di calcio ed ex calciatore tedesco, di ruolo attaccante.

## Carriera

### Club
Vanta 561 gare giocate e 205 marcature in tutte le competizioni, cui si distinguono 69 presenze e 3 reti in Bundesliga e 6 presenze in Coppa UEFA, tutte con la maglia del Bayer Leverkusen. Ha giocato, inoltre, 274 incontri di seconda divisione tedesca con 90 marcature.
Conquista la Coppa UEFA 1987-1988 con il Bayer Leverkusen disputando 3 incontri: tra questi spicca la gara di ritorno della semifinale contro il Werder Brema (risultato finale 0-0).
Nella stagione 1995-1996 si classifica vice-capocannoniere nella Regionalliga (all'epoca terza serie tedesca), segnando 20 gol nel girone West/Südwest con l'Alemannia Aquisgrana. Si classifica più volte tra i migliori marcatori della 2. Bundesliga: è terzo nella stagione 1997-1998 (15 gol), settimo nel 2000-2001 (13 gol), secondo nel 2001-2002 (19 gol) e quarto nel 2003-2004 (13 gol). Si ritira nel 2008, a quasi 40 anni, e successivamente intraprende la carriera d'allenatore.

## Palmarès

### Giocatore

#### Club

##### Competizioni nazionali
- Fußball-Regionalliga: 1

Wattenscheid 09: 1996-1997

##### Competizioni internazionali
- Coppa UEFA: 1

Bayer Leverkusen: 1987-1988